# کیم کولیگ
کیم کولیگ (زادهٔ ۹ آوریل ۱۹۹۰) بازیکن آلمانی بازنشستهٔ فوتبال زنان است. وی به عنوان هافبک و مهاجم برای باشگاه اف. اف. سی فرانکفورت و تیم ملی فوتبال زنان آلمان بازی می‌کرد.

## پیشه

### باشگاهی
کولیگ متولد هرنبرگ شوابن در ایالت بادن-وورتمبرگ است. وی فعالیت خود را از باشگاه اس وی پولترینگن که در آن هم تیمی‌هایش پسر بودند آغاز کرد. در سال ۲۰۰۱ و دو سال پیش از پیوستنش به باشگاه وی اف ال سیندلفینگن به باشگاه اوترجسینبرگ رفت. کولیگ همراه باشگاه سیندلفینگن در بوندسلیگای ۲ حضور یافت. او در اولین فصل از حضور خود موفق به زدن هفده گل برای تیمش شد. کیم مدال نقره فریتس والتر را به عنوان دومین گلزن جوان فصل از آن خود کرد. در همان سال او به بوندسلیگای ۱ رفت و به تیم دست اولی هامبورگ پیوست. در طی سه فصل حضورش در این باشگاه کولیگ موفق به زدن ۲۷ گل در ۵۹ بازی انجام داده برای این تیم شد. او در فصل ۱۲–۲۰۱۱ بوندسلیگا قراردادی سه ساله با باشگاه فرانکفورت بست.
در سپتامبر ۲۰۱۵ وی به دلیل مصدومیت زانو از فوتبال خداحافظی کرد. در حال حاضر کیم کولیگ با فدراسیون فوتبال آلمان همکاری دارد و همچنین برای شبکهٔ تلویزیونی زد د اف به عنوان گزارشگر کار می‌کند.

### ملی
در ۱۸ سالگی کولیگ به همراه تیم آلمان به مقام سوم رقابتهای جام جهانی زیر ۲۰ سال زنان سال ۲۰۰۸ رسید.او اولین بازی ملی خود را در تیم ملی بزرگسالان آلمان در فوریهٔ ۲۰۰۹ و در مقابل چین انجام داد.تنها پس از هفت ماه از اولین حضورش در تیم ملی او به همراه تیم آلمان موفق به کسب عنوان قهرمانی مسابقات فوتبال زنان اروپا ۲۰۰۹ شد.او گل سوم آلمان را در بازی فینال به انگلیس زد.وی یک سال بعد به رقابتهای جوانان بازگشت و به تیم زیر ۲۰ سال آلمان در رقابتهای جام جهانی زیر ۲۰ سال ۲۰۱۰ که به میزبانی خود کشور آلمان انجام میگرفت پیوست تا به این تیم کمک کند.در بازی فینال مقابل نیجریه ضربه او باعث برخورد توپ با مدافع نیجریه و به ثمر رسیدن گل به خودی توسط مدافع این شود و آلمان با نتیجه ۰-۲ پیروز این بازی شود.در پایان این مسابقات کولیگ به عنوان سومین بازیکن ارزشمند این دوره از تورنومنت ها شناخته شد.او برای همراهی جام تیم ملی فوتبال زنان آلمان در رقابتهای جام جهانی فوتبال زنان ۲۰۱۱ به این تیم دعوت شد.در یک چهارم نهایی جام جهانی فوتبال زنان ۲۰۱۱ او در دقیقه چهار بازی به دلیل مصدومیت در ناحیهٔ رباط صلیبی جلویی تعویض شد.در ۱۵ سپتامبر ۲۰۱۲ پس از چهارده ماه مصدومیت برای تیم ملی آلمان در بازی های انتخابی مسابقات یورو ۲۰۱۳ در مقابل قزاقستان بازی کرد.

#### گل‌های ملی
Scores and results list Germany's goal tally first:
| کولیگ – برای تیم ملی زنان آلمان | کولیگ – برای تیم ملی زنان آلمان | کولیگ – برای تیم ملی زنان آلمان | کولیگ – برای تیم ملی زنان آلمان | کولیگ – برای تیم ملی زنان آلمان | کولیگ – برای تیم ملی زنان آلمان | کولیگ – برای تیم ملی زنان آلمان |
| #                               | تاریخ                           | مکان                            | حریف                            | گل ها                           | نتیجه                           | رقابتها                         |
| ------------------------------- | ------------------------------- | ------------------------------- | ------------------------------- | ------------------------------- | ------------------------------- | ------------------------------- |
| ۱.                              | ۶ مارس ۲۰۰۹                     | آلبوفیرا، پرتغال                | چین                             | ۲–۰                             | ۳–۰                             | جام آلگاروه ۲۰۰۹                |
| ۲.                              | ۹ مارس ۲۰۰۹                     | فارو، پرتغال                    | سوئد                            | ۲–۳                             | ۲–۳                             | جام آلگاروه ۲۰۰۹                |
| ۳.                              | ۱۰ سپتامبر ۲۰۰۹                 | هلسینکی، فنلاند                 | انگلستان                        | ۳–۱                             | ۶–۲                             | فوتبال زنان اروپا ۲۰۰۹          |
| ۴.                              | ۲۱ مه ۲۰۱۱                      | اینگولشتات، آلمان               | کره شمالی                       | ۱–۰                             | ۲–۰                             | دوستانه                         |
| ۵.                              | ۳ ژوئن ۲۰۱۱                     | اسنابروک، آلمان                 | ایتالیا                         | ۳–۰                             | ۵–۰                             | دوستانه                         |
| ۶.                              | ۷ ژوئن ۲۰۱۱                     | آخن، آلمان                      | هلند                            | ۴–۰                             | ۵–۰                             | دوستانه                         |
| ۷.                              | ۵ آوریل ۲۰۱۳                    | افنباخ، آلمان                   | ایالات متحده آمریکا             | ۱–۲                             | ۳–۳                             | دوستانه                         |

منبع:

## افتخارات

### ملی
- مسابقات فوتبال زنان اروپا: قهرمان (۱) ۲۰۰۹
- جام جهانی فوتبال زنان زیر ۲۰ سال: قهرمان(۱) ۲۰۱۰, مقام سوم (۱) ۲۰۰۸

### فردی
- مدال فریتس والتر : نقرهٔ ۲۰۰۸[۴]
- سومین بازیکن برتر: مسابقات جام جهانی فوتبال زنان زیر ۲۰ سال در سال ۲۰۱۰[۵]